# Campegius Vitringa den äldre
Campegius Vitringa den äldre, född 16 maj 1659 i Leeuwarden, död 31 mars 1722 i Franeker, var en nederländsk teolog. Han var far till Campegius Vitringa den yngre.
Vitringa var lärjunge till Johannes Coccejus och blev professor vid universitetet i Franeker i orientaliska språk 1681 och i teologi 1683. 
Hans förnämsta arbeten är Commentarius in librum prophetiarum Jesairæ (två folioband, 1714–1720) och De synagoga vetere libri tres (1685; andra upplagan 1696). Vidare kan nämnas Sacrarum observationum libri sex (1683–1708).